# Maharashtra Open 2020
Maharashtra Open 2020, oficiálním názvem Tata Open Maharashtra 2020, byl tenisový turnaj mužů na profesionálním okruhu ATP Tour, hraný v areálu Mhalunge Balewadi Tennis Complex na otevřených dvorcích s tvrdým povrchem Plexi Pave. Konal se mezi 3. až 9. únorem 2020 v indickém Puné jako dvacátý pátý ročník turnaje. 
Událost se řadila do kategorie ATP Tour 250. Celkový rozpočet činil 610 010 dolarů. Nejvýše nasazeným hráčem ve dvouhře se stal dvacátý první tenista světa Benoît Paire z Francie. Jako poslední přímý účastník do hlavní singlové soutěže nastoupil portugalský 131. hráč žebříčku, Bělorus Ilja Ivaška.
Druhý singlový titul na okruhu ATP Tour vybojoval 26letý Čech Jiří Veselý, kterému bodový zisk zajistil návrat do elitní světové stovky poprvé od května 2019. Čtyřhru ovládl švédsko-indonéský pár André Göransson a Christopher Rungkat, jehož členové na túře ATP získali premiérové tituly.

## Rozdělení bodů a finančních odměn

### Rozdělení bodů
| Soutěž  | vítězové | finalisté | semifinalisté | čtvrtfinalisté | 16 v kole | 32 v kole | Q  | Q2 | Q1 |
| ------- | -------- | --------- | ------------- | -------------- | --------- | --------- | -- | -- | -- |
| dvouhra | 250      | 150       | 90            | 45             | 20        | 0         | 12 | 6  | 0  |
| čtyřhra | 250      | 150       | 90            | 45             | 0         | —         | —  | —  | —  |

### Finanční odměny
| Soutěž                              | vítězové | finalisté | semifinalisté | čtvrtfinalisté | 16 v kole | 32 v kole | Q2      | Q1      |
| ----------------------------------- | -------- | --------- | ------------- | -------------- | --------- | --------- | ------- | ------- |
| dvouhra                             | 91 625 $ | 50 710 $  | 28 540 $      | 16 250 $       | 9 320 $   | 5 450 $   | 2 665 $ | 1 385 $ |
| čtyřhra                             | $29 860  | $5 300    | $8 290        | $4 740         | $2 780    | —         | —       | —       |
| částka ve čtyřhře je uvedena na pár |          |           |               |                |           |           |         |         |

## Dvouhra mužů

### Nasazení
| Stát                          | Hráč              | ATP | Nasazení |
| ----------------------------- | ----------------- | --- | -------- |
| Francie                       | Benoît Paire      | 21. | 1.       |
| Litva                         | Ričardas Berankis | 69. | 2.       |
| Itálie                        | Stefano Travaglia | 74. | 3.       |
| Jižní Korea                   | Kwon Sun-u        | 87. | 4.       |
| Japonsko                      | Júiči Sugita      | 91. | 5.       |
| Austrálie                     | James Duckworth   | 94. | 6.       |
| Itálie                        | Salvatore Caruso  | 95. | 7.       |
| Bělorusko                     | Jegor Gerasimov   | 98. | 8.       |
| Žebříček ATP k 20. lednu 2020 |                   |     |          |

### Jiné formy účasti
Následující hráčí obdrželi divokou kartu do hlavní soutěže:
- Arjun Kadhe
- Sasikumar Mukund
- Ramkumar Ramanathan

Následující hráč využil k účasti ve dvouhře žebříčkovou ochranu:
- Cedrik-Marcel Stebe

Následující hráči postoupili z kvalifikace:
- Roberto Marcora
- Nikola Milojević
- Lukáš Rosol
- Viktor Troicki

### Odhlášení
před zahájením turnaje
- Philipp Kohlschreiber → nahradil jej  Ilja Ivaška
- Kamil Majchrzak → nahradil jej  Prajneš Gunneswaran

v průběhu turnaje
- Viktor Troicki

## Mužská čtyřhra

### Nasazení
| Stát                                                                                   | Hráč            | Stát        | Hráč               | ATP  | Nasazení |
| -------------------------------------------------------------------------------------- | --------------- | ----------- | ------------------ | ---- | -------- |
| Nizozemsko                                                                             | Robin Haase     | Švédsko     | Robert Lindstedt   | 107. | 1.       |
| Indie                                                                                  | Divij Šaran     | Nový Zéland | Artem Sitak        | 115. | 2.       |
| Izrael                                                                                 | Jonatan Erlich  | Bělorusko   | Andrej Vasilevskij | 143. | 3.       |
| Čínská Tchaj-pej                                                                       | Sie Čeng-pcheng | Ukrajina    | Denys Molčanov     | 152. | 4.       |
| Žebříček ATP k 20. lednu 2020; číslo je součtem žebříčkového postavení obou členů páru |                 |             |                    |      |          |

### Jiné formy účasti
Následující páry obdržely divokou kartu do hlavní soutěže:
- Matthew Ebden /  Leander Paes
- Rohan Bopanna /  Arjun Kadhe

Následující pár nastoupil z pozice náhradníka:
- Jegor Gerasimov /  Sumit Nagal

### Odhlášení
před zahájením turnaje
- Peter Gojowczyk (poranění kyčle)

## Přehled finále

### Mužská dvouhra
- Jiří Veselý vs.  Jegor Gerasimov, 7–6(7–2), 5–7, 6–3

### Mužská čtyřhra
- André Göransson /  Christopher Rungkat vs.  Jonatan Erlich /  Andrej Vasilevskij, 6–2, 3–6, [10–8]